# 北見共立駅

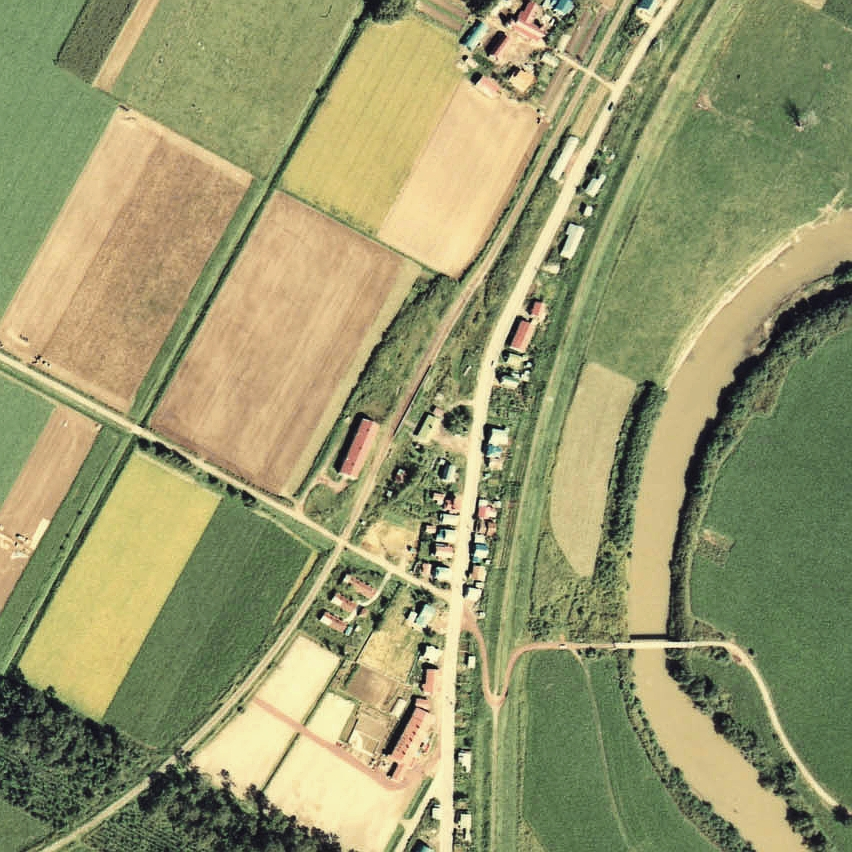
1977年の北見共立駅と周囲約500m範囲。上が網走方面。右に常呂川が流れる。かつては島式ホーム1面2線と駅裏側に副本線を有していたが、既に無人化されて駅舎側本線と駅裏の副本線は撤去されて棒線化されている。駅裏南側には農作物の貨物取扱用に設けられた倉庫が、踏切の南側には職員官舎が残されている。この集落はこの駅と共に形成された様で、開業前は周囲に殆んど民家が無かった。

北見共立駅（きたみきょうりつえき）は、北海道（網走支庁）常呂郡常呂町字共立（現・北見市常呂町共立）にかつて設置されていた、日本国有鉄道（国鉄）湧網線の駅（廃駅）である。電報略号はキヨ。事務管理コードは▲122408。

## 歴史
当駅から常呂駅までは、奥村鉄山専用軌道の軌道跡を利用している。
- 1952年（昭和27年）12月6日 - 日本国有鉄道湧網東線の常呂駅 - 下佐呂間駅（後の浜佐呂間駅）間の延伸開通に伴い、開業[1]。一般駅[1]。
- 1953年（昭和28年）10月22日 - 中湧別駅 - 網走駅間全通により路線名を湧網線に改称、それに伴い同線の駅となる。
- 1972年（昭和47年）2月8日 - 貨物・荷物の取り扱いを廃止し[6]、同時に無人[7]（簡易委託）駅化（駅近隣の商店）。
- 1987年（昭和62年）3月20日 - 湧網線の全線廃止に伴い、廃駅となる[1]。

### 駅名の由来
当地は以前「下川沿」の字名であったが、1941年（昭和16年）に「共立」と改称されていた。当駅はこの名称を用い、特に同音の駅は存在していないが、旧国名の「北見」を冠した。
地名は土地改良が行われ、将来農家が共に立つように、との願いから付けられた。

## 駅構造
廃止時点で、島式ホーム（片面使用）1面1線を有する地上駅であった。ホームは、線路の東側（網走方面に向かって右手側）に存在した。転轍機を持たない棒線駅となっていた。
無人駅となっていたが、有人駅時代の駅舎が残っていた。駅舎は構内の東側に位置し、ホームとを結ぶ通路で連絡した。駅自体は完全無人駅であったが、駅近隣の商店が乗車券を取り扱う簡易委託駅となっていた。受託者は雑貨店主で、冬季は駅舎の除雪も行っていた。

## 利用状況
乗車人員の推移は以下のとおり。年間の値のみ判明している年については、当該年度の日数で除した値を括弧書きで1日平均欄に示す。乗降人員のみが判明している場合は、1/2した値を括弧書きで記した。
| 年度               | 乗車人員 | 乗車人員 | 出典   | 備考 |
| 年度               | 年間     | 1日平均  | 出典   | 備考 |
| ------------------ | -------- | -------- | ------ | ---- |
| 1978年（昭和53年） |          | 19       | [ 11 ] |      |

## 駅周辺
- 北海道道7号北見常呂線
- 常呂川[12]
- 北海道北見バス「共立」停留所

## 駅跡
1988年（昭和63年）9月時点で、駅舎及び駅構内の施設は既に撤去されており、2011年（平成23年）時点では鉄道関連の遺構は何も残っていない。駅跡地には現在、ゲートボール場とその関係の建物がある。

## 隣の駅
日本国有鉄道
湧網線
北見富丘駅 - <東富丘仮乗降場> - 北見共立駅 - 常呂駅
かつて、当駅と常呂駅との間に土佐仮乗降場が存在した（1956年（昭和31年）1月7日開業、1972年（昭和47年）2月8日廃止）。